# روژه پلانشون
روژه پلانشون (فرانسوی: Roger Planchon‎؛ ‏ ۱۲ سپتامبر ۱۹۳۱ – ۱۲ مهٔ ۲۰۰۹) فیلم‌نامه‌نویس، کارگردان نمایش، بازیگر، کارگردان فیلم و نمایشنامه‌نویس اهل فرانسه بود. فیلم کارگردانی‌شده توسط او در جشنواره فیلم کن ۱۹۹۳ به نمایش درآمد.
از فیلم‌ها یا برنامه‌های تلویزیونی که وی در آن نقش داشته‌است، می‌توان به کامیل کلودل، دانتون و محکوم‌به‌مرگی گریخته‌است اشاره کرد.